# Nagy mellizom

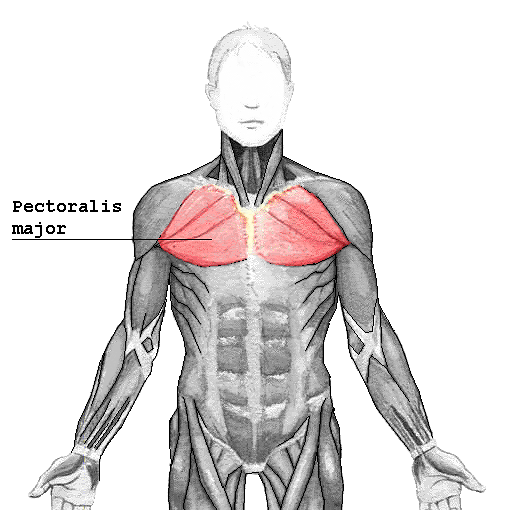
A piros jelöli az izmot

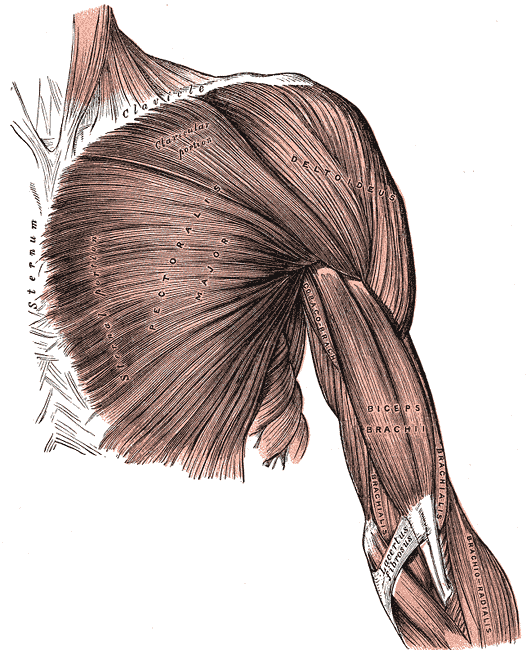
Jól látható a pectoralis major

A nagy mellizom (musculus pectoralis major) egy izom az ember felsőtestén.

## Eredés, tapadás, elhelyezkedés
Két fő helyről ered:
- clavicularis fej: a kulcscsont (clavicula) anterior felszínének középső részéről ered.
- sternocostalis fej: a szegycsont (sternum) anterior felszínéről, a hatodik borda porcos részéről valamint a musculus obliquus externus abdominis bőnyéjéről ered.

A felkarcsont (humerus) sulcus intertubercularis humeri lateralis oldalán tapad (a tapadási hely pontos neve: crista tuberculi majoris).

## Funkció
Közelíti és forgatja a felkart. Rögzíti a kulcscsontot.
Felső rostja a mély tartásban lévő kart emeli, alsó rostja a magas tartásban lévő kart húzza le.

## Beidegzés, vérellátás
A nervus pectoralis lateralis és a nervus pectoralis medialis idegzi be valamint a ramus pectoralis arteriae thoracoacromialis látja el vérrel.